# Vitinha
Vítor Machado Ferreira (Faro, 13. veljače 2000.) poznat kao Vitinha, portugalski je nogometaš koji igra na poziciji veznog igrača. Trenutačno igra za Paris Saint-Germain.

## Klupska karijera
Prošao je kroz omladinske uzraste Porta. Debitirao je u Primeira Ligi 28. siječnja 2020. protiv Gil Vicentea. Porto ga je posudio Wolverhampton Wanderersu tijekom sezone 2020./21., gdje je stekao iskustvo u Premier ligi. Vitinha je potom postao standardni igrač Porta od rujna 2021. Osvojio je nacionalno prvenstvo i nacionalni kup 2021./22. Zabio je u kupu u osmini finala protiv Benfice i u finalu protiv Tondele. Iste sezone prvi je put igrao u Ligi prvaka, protiv madridskog Atlética, Liverpoola i Milana.
Vitinha je u srpnju 2022. potpisao petogodišnji ugovor s Paris Saint-Germainom. Portu su za njega platili 40 milijuna eura. Odmah je postao redoviti član francuskog kluba, s kojim je te godine osvojio naslov francuskog prvaka. U finalu Lige prvaka 2024./25. u pobjedi i naslovu protiv Intera (5:0) odigrao je cijelu utakmicu.

## Reprezentativna karijera
Vitinha je bio dio nekoliko portugalskih reprezentacija, od 17 godina nadalje. S Portugalom do 19 godina stigao je do finala Europskog prvenstva do 19 godina 2019., a s Portugalom do 21 godine 2021. Vitinha je debitirao za portugalsku nogometnu reprezentaciju 29. ožujka 2022. Izbornik Fernando Santos uveo ga je kao zamjenu za Joãoa Moutinha u 89. minuti tijekom doigravanja za Svjetsko prvenstvo 2022. protiv Sjeverne Makedonije. Portugal je tog dana pobijedio 2:0. Santos je iste godine odveo Vitinhu i na završni turnir. Tamo je nastupio tri puta. 
Dana 21. svibnja 2024., izbornik Roberto Martínez uvrstio je Vitinhu u portugalsku reprezentaciju za Europsko prvenstvo 2024. u Njemačkoj. Portugal je osvojio skupinu s Češkom, Turskom i Gruzijom, izbacio Sloveniju u osmini finala i izgubio od Francuske na penale u četvrtfinalu. Vitinha jedino nije igrao protiv Gruzije.